# Код Каина
«Код Каина» (англ. The Code of Cain; так же известен как «Мы, братья…») — белорусско-российско-американский фильм 2015 года режиссёра Виталия Василькова (под псевдонимом Уильям Девиталь).

## Сюжет
Популярная американская журналистка Сара Огден приезжает в охваченный протестами против власти Минск. Она — агент тайного эзотерического ордена «авелитов», члены которого верят, что существует несущий угрозу всему мирозданию «Код Каина» — толкающий человека на путь ненависти, на совершение предательства и убийства даже родных. Этим кодом на протяжении 20-го века заражает людей некая политическая организация, и в последнее время им охвачена Восточная Европа. В одном из репортажей из Минска члены ордена увидели, как два два родных брата — один ОМОНовец, а другой из среды протестующих, готовы убить друг друга. И направили сюда Сару — в охваченном политическими протестами городе ей нужно найти братьев, остановить их от братоубийства, выяснить природу «кода» и предотвратить его распространение.

## В ролях
В главных ролях:
- Эрик Робертс — Дэйв Паркер
- Наташа Алам — Сара Огден
- Салли Киркленд — Элизабет, мать Сары
- Алексей Серебряков — Львовский, генерал
- Владимир Гостюхин — Николай Анисимов, отец Павла и Егора
- Руслан Чернецкий — Егор Анисимов, старший брат
- Евгений Шмарловский — Павел Анисимов, младший брат
- Олеся Мацкевич-Грибок — Алеся Василькова
- Игорь Савочкин — Белоусов, полковник

В остальных ролях:
- Коби Азарли — самоубийца
- Монте Рекс Перлин — Крис Уэйн
- Энтони Де Лонгис — Каинит
- Алексей Сенчило — Дима
- Сергей Ефремов — Данила
- Александр Ефремов -Василь
- Татьяна Чердынцева — Марья
- Семён Жданович — Николка
- Владимир Божков — Василий, оператор
- Олег Вебер — Натан
- Татьяна Богинская — Оксана
- Марина Блинова — Лена
- Михаил Кириченко — зам. директора БелАЗа
- Евгений Никитин — начальник безопасности БелАЗа
- Светлана Кожемякина — врач роддома
- Анатолий Голуб — министр МВД

## О фильме
Амбициозный проект для белорусского кинематографа, выигравший конкурс национальных кинопроектов в 2013 году, — на съёмку из госбюджета было выделено более 2 млн долларов, при этом обязательным условием Министерства культуры было привлечение голливудской звезды, выбор пал на Эрика Робертса — брата Джулии Робертс, на главную роль приглашена Наташа Алам.
О фильме начали говорить ещё до начала съемок, ещё до выхода фильма мнения разделились на скептически настроенных критиков, и тех, кто верил в успех проекта.
В мае 2015 года для зарубежной прессы и дистрибьютеров фильм был продемонстрирован на сриннинге кинорынка в Каннах под названием «The Code of Cain» («Код Каина»).
Премьера состоялась в сентябре 2015 года на кинофестивале «Киношок», под названием «Мы, братья…», фильм открывал фестиваль, и по общему мнению оказался сплошным разочарованием

Все ждали, что мнение о «разочаровании „Киношока“» ошибочное, и на самом деле фильм стоящий. Но после просмотра осталось чувство обескураженности и оно не проходит до сих пор. Реакция на саму картину состоит из сплошного «не верю», а также из «знаю, что будет дальше», ибо сюжет и смысл фильма столь прост, будто рассчитан на школьников младших классов. … Не хочется «бросать камни» в съемочную группу, ведь они старались. И, наверное, искренне хотели «как лучше»…— Вячеслав Шарапов

Много денег. Много трюков и полный ноль смысла. Ожидали большего, но получился глуповатый боевик в стиле Дэна Брауна.— Юрий Фетинг
Однако, в защиту создателей фильма говорится, что причина неудачи в резком сокращении — фильм задумывался как мини-сериал, оригинальная режиссёрская версия длительностью более трёх часов, но ради формата кинопроката была смонтирована до стандартных полутора часов, при этом потеряны сюжетные линии и повороты, и фильм стал просто непонятным зрителю.

## Трюки в фильме
Хотя фильм в целом оказался провальным, но был номинирован в категории «Лучшие трюки в иностранном фильме» профильной каскадёрской премии «Таурус» (2016).
Режиссёром фильма выступил постановщик трюков Виталий Васильков, по знакомству привлёкший к съёмкам сильных каскадёров, в том числе Николая Павлюка, Алексея Силкина, Варвару Никитину.
В фильме большое число погонь, перестрелок, взрывов и сложных трюков, и создатели фильма особенно гордятся трюками в фильме, по словам продюсера фильма: «Сделать такие трюки с автомобилями во всем мире стоит бешеных денег», а при съемках в Белоруссии удалось всё снять и с небольшим бюджетом, при этом даже перекрывали в Минске центральный проспект и сожгли там автобус, устроили «битву БЕЛАЗов», в фильме настоящие прыжки с парашютом.

## Рецензии
- Вячеслав Шарапов — Прикосновение к Голливуду, или Отведем печать Каина от Беларуси // Sputnik, 25.09.2015
- Митя Тюлин — «Код Каина»: Рецензия Киноафиши // Киноафиша, 28 апреля 2016